# Славонски-Брод
Славо́нски-Брод (хорв. Slavonski Brod) — город в восточной части Хорватии. Расположен в 197 км на юго-восток от столицы страны — Загреба на левом берегу реки  Савы.
Славонски-Брод — сседьмой по величине город Хорватии. Население — 45005 чел. (2021). Административный центр Бродско-Посавской жупании.

## Общие сведения
Город расположен на реке Саве. Через него проходит автотрасса Загреб — Белград (A3) и железная дорога Загреб — Винковцы — Белград. Славонски-Брод — пограничный город, на правом берегу Савы находится боснийский город Босански-Брод. Связан регулярным автобусным и железнодорожным сообщением с крупнейшими городами Хорватии.
Славонски-Брод — речной порт на Саве.
Славонски-Брод — промышленный город. Важное значение для хорватской экономики имеют местные машиностроительные предприятия, производящие локомотивы, трамваи и многое другое. Также в городе расположены предприятия легкой, пищевой, деревообрабатывающей и химической промышленности. В последние годы началось развитие туристической индустрии.

## История
История города насчитывает около 2 500 лет. С древнейших времён на стратегическом месте пересечения сухопутных и речных путей возле брода через Саву существует поселение. Около 300 г. до н. э. пришедшие в придунайский регион кельтские племена основали на этом месте крепость, которая должна была контролировать дорогу из Паннонии на Адриатику.
Во времена Римской империи поселение, возникшее возле крепости, стало известно как Марсония. После падения Империи оно многократно разорялось гуннами, аварами и славянами. В IX веке славяне закрепились на территории вдоль Савы и ассимилировали неславянское население. С этого периода город принадлежит местным князьям, а затем — венгерско-хорватскому королевству.

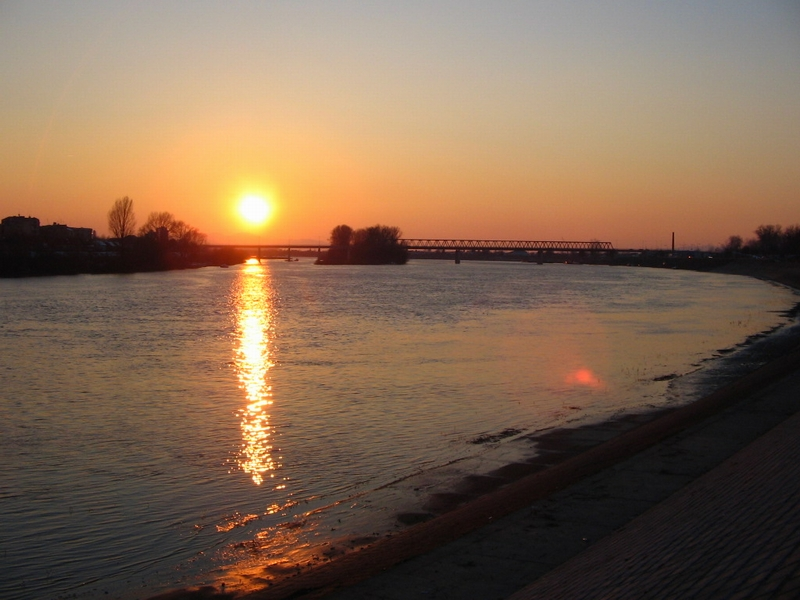
Мост в Боснию через Саву

В 1244 году город впервые упомянут под именем Брод.
С XV века в городе возводятся фортификационные укрепления для защиты от турок. Однако в ходе дальнейшего турецкого наступления в 1536 году Брод был взят турками и находился под их властью более 150 лет. В 1691 году в ходе войны Священной Римской империи с турками Брод был освобождён австрийской армией. Мусульманское население города ушло в Боснию.
С этого момента Сава стала границей между Австрией и Османской империей, а также между католическим и мусульманским миром.
Приграничное положение города вызвало необходимость строительства новых оборонительных сооружений. В XVIII веке по планам принца Евгения Савойского была построена новая мощная Бродская крепость, прекрасно сохранившаяся до наших дней.
В составе Австрии Брод интенсивно развивается и превращается в крупный торговый центр, через который проходила большая часть товарооборота между империей Габсбургов и восточным миром. В XIX веке население Брода было многонациональным, кроме хорватов, здесь жили сербы, венгры, евреи, боснийцы, немцы, австрийцы.
После Первой мировой войны вместе со всем посавским регионом Брод стал частью Королевства сербов, хорватов и словенцев, позднее Королевства Югославия.
В 1934 году город получил своё нынешнее название (до этого он назывался Брод или Брод-на-Саве).
Во время Второй мировой войны в окрестностях города активно действовали антифашистские партизанские отряды. Большой ущерб городу был причинён бомбардировками западных союзников, предпринявших в 1943—1944 годах 27 массированных налётов на город.
В послевоенное время Славонски-Брод был восстановлен и стал одним из крупнейших в Хорватии промышленных центров.
После распада Югославии в 1991 году город стал частью независимой Хорватии. В начавшейся за этим войне Славонски-Брод серьёзно пострадал. Регулярные обстрелы города в 1992 году с боснийской территории, а также налёты сербских самолётов привели к человеческим жертвам среди мирного населения и причинили большой ущерб промышленным предприятиям и историческим достопримечательностям. После прекращения боевых действий большая часть повреждённых и разрушенных зданий была восстановлена.

## Любопытные факты
Считается, что в окрестностях этого города в начале XVIII века по инициативе коменданта крепости Брод генерала Максимилиана Петраша был создан сборник сербского, боснийского и хорватского фольклора, известный как Эрлангенская рукопись и являющийся самым важным собранием балканских песен до выхода книг Вука Караджича.

## Достопримечательности
- Бродская репость XVIII века. Одна из лучших сохранившихся в Хорватии крепостей периода барокко и самая крупная из сохранившихся крепостей на бывшей военной границе Австрии.
- Францисканский монастырь в стиле барокко, XVIII век.

Славонски-Брод также известен оригинальными фольклорными представлениями и детским праздником, посвящённым хорватской детской писательнице Иване Брлич-Мажуранич, которая жила долгое время в Славонски-Броде.

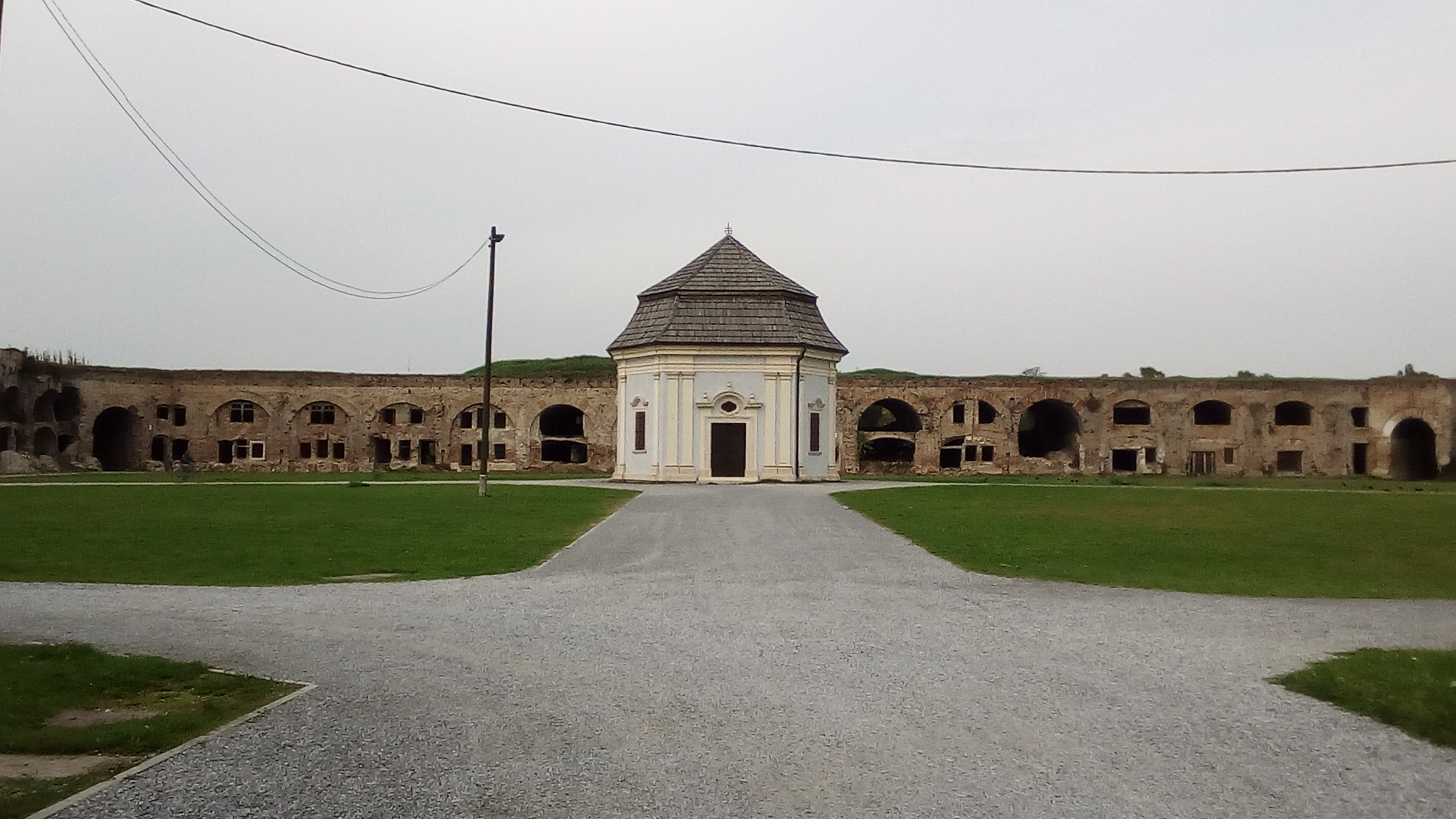
Бродская крепость
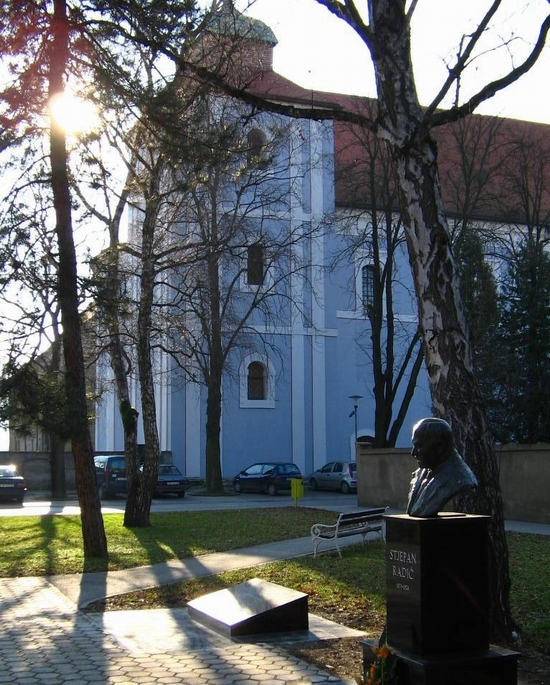
Северный фасад францисканского монастыря. На переднем плане памятник Степану Радичу[3].

## Известные уроженцы
- Великанович, Иван (1723—1803) — хорватский духовный писатель, драматург, философ, богослов, педагог. Францисканец.
- Манджукич, Марио (род. 1986) — хорватский футболист, нападающий «Ювентуса» и сборной Хорватии.